# Emil Pischel
Emil Pischel (* 25. März 1908 in Ostritz; † 6. November 1989 ebenda) war ein deutscher Kunstmaler in der Lausitz.

## Leben
Pischel absolvierte bei seinem Vater eine Lehre als Schmied und studierte von 1925 bis 1932 Malerei an der Akademie der Bildenden Künste Dresden bei Richard Müller, Ferdinand Dorsch, Max Feldbauer und Richard Dreher. Danach arbeitete er in Ostritz als freischaffender Künstler. Er machte Studienreisen nach Nordafrika und 1933 nach Paris. Pischel war u. a. Mitglied des Sächsischen Kunstvereins, der Arbeitsgemeinschaft der Lausitzer Bildenden Künstler und in der Zeit des Nationalsozialismus der Reichskammer der bildenden Künste.
Von 1940 bis 1945 nahm er als Soldat der Wehrmacht am Zweiten Weltkrieg teil und kam in Italien in Gefangenschaft. Danach arbeitete er wieder als freischaffender Künstler in Ostritz. 1963 unternahm er eine Studienreise nach Bulgarien.
Pischel malte insbesondere Landschaften, Figürliches und religiöse Motive.
Bilder Pischels befinden sich u. a. in Museen in Bautzen, Görlitz, Zittau und Zwickau.

## Werke (Auswahl)

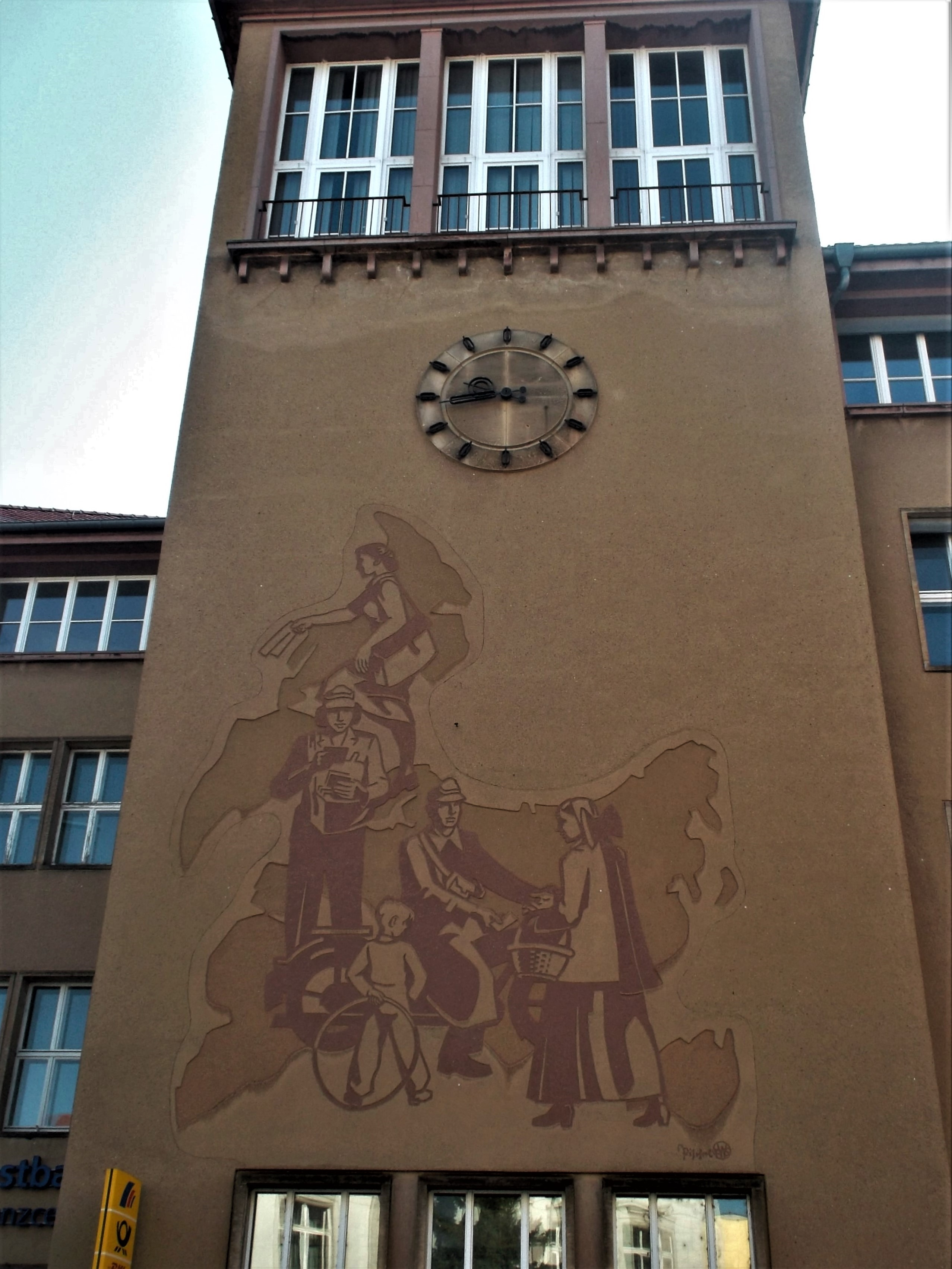
Sgraffito von Emil Pischel am Hauptpostamt Bautzen

### Malerei (Auswahl)
- An der Seine (Aquarell; ausgestellt 1948 auf der 2. Jahresausstellung Lausitzer Künstler)

- Ernte (1950, Pastell)[1][2]

- Kartoffelernte (1951, Öl)[3][2]

- In der Eisengießerei (1952, Öl)[4][2]

- Anno 1525 (Öl)[5][2]
- Kraftwerk „Völkerfreundschaft“ Berzdorf-Hagenwerder im Bau (Öl; Kulturhistorisches Museum Görlitz)[6]

### Baubezogene Kunst (Auswahl)
- Altarbild und Bilder des Kreuzwegs (Kirche St. Nikolaus Bernstadt auf dem Eigen)[7]

- Der Gute Hirte (Altarbild in der Maria-Friedens-Kirche Demitz-Thumitz)[8]

- Thronender Christus (Sgraffito. Altarbild in der Kirche St. Bonifatius Herrnhut; 1956)[9]

- Maria, Weinwunder und Pfingsten (Triptychon, Tafelmalerei; Altarretabel der Stadtkirche St. Laurentius Stolpen)[10]

- Kreuzwege in der Marienkirche in Ostritz und der Herz-Jesu-Kirche Dresden.[11]
- Briefträger (Sgraffito am Hauptpostamt, Postplatz 3 in Bautzen)[12]

## Ausstellungen (mutmaßlich unvollständig)

### Einzelausstellungen
- 1966: Görlitz, Städtische Kunstsammlungen
- 1968: Bautzen, Stadtmuseum (mit Rudolf Enderlein)

### Ausstellungsbeteiligungen
- 1933: Bautzen („5. Ausstellung der Arbeitsgemeinschaft der Lausitzer Bildenden Künstler“[13]; mit den drei Bildern Frühlingslandschaft, Radmeritz und Kirchstraße in Ostritz)

- 1934: Dresden, Brühlsche Terrasse („Sächsische Kunstausstellung“)
- 1934: Dresden, Brühlsche Terrasse („Sächsische Aquarell-Ausstellung“)
- 1937: Chemnitz, König-Albert-Museum („Erzgebirgische Landschaft“)
- 1941 und 1943: Dresden, Brühlsche Terrasse („Große Dresdner Kunstausstellung“)
- 1948: Bautzen, Stadtmuseum („2. Jahresausstellung Lausitzer Künstler“)
- 1949: Dresden, 2. Deutsche Kunstausstellung